# 塔斯哈
塔斯哈（？—1830年），清朝将领。满洲正白旗人，瓜尔佳氏。
嘉庆五年（1800年），塔斯哈由前锋补印务笔帖式，擢升为前锋校。道光二年（1822年），因军功擢委前锋参领。道光五年（1825年）擢升为前锋参领。道光六年（1826年），随武隆阿到西北镇压张格尔之乱。道光七年（1827年）进剿阿瓦巴特庄，立功赏都统，授镶红旗蒙古副都统。道光八年（1828年）担任伊犁领队大臣。道光十年（1830年）担任喀什噶尔帮办大臣，邁瑪特玉素普在浩罕汗国的支持下，攻打喀什噶尔，塔斯哈阵亡，谥号壮毅。其子长寿，其孙荣禄，玄外孙溥仪。